# Paul Phillips (giocatore di poker)
Paul Phillips (San Francisco, 9 agosto 1972) è un informatico, imprenditore e giocatore di poker statunitense.

## Poker
Nel 2004 partecipa a tre tavoli finali delle WSOP, uno in un torneo di omaha hi-lo split e due in altrettanti tornei di texas hold'em.
Nel dicembre 2003 ha vinto il Five-Diamond World Poker Classic del World Poker Tour, battendo Dewey Tomko all'heads-up, guadagnando $1,101,908.
Al 2015 le sue vincite nei tornei live superano i $2,331,237, di cui $304,555 grazie ai piazzamenti a premio alle WSOP.